# Joel Campbell
Joel Nathaniel Campbell Samuels (San José, 26 juni 1992) is een Costa Ricaans voetballer die doorgaans als aanvaller speelt. Campbell debuteerde in 2011 in het Costa Ricaans voetbalelftal.

## Clubcarrière
Voordat Campbells voetbalcarrière begon, was hij in Costa Rica werkzaam in een textielfabriek. Hier was hij verantwoordelijk voor het aanbrengen van elastiek in verscheidene soorten onderbroeken. In de weekenden oefende hij zo veel mogelijk bij zijn lokale club; ook tijdens de lunch bij de fabriek voetbalde hij vaak met collega's. Door zijn mede-internationals wordt Campbell dan ook betiteld als "onderbroekenman".
Campbell begon zijn profcarrière in 2009 bij Deportivo Saprissa. Na drie wedstrijden in de hoofdmacht leende de club hem uit aan Puntarenas. Op 19 augustus 2011 bevestigde Arsenal de komst van Joel Campbell. Hij tekende een vierjarig contract bij The Gunners. Op 27 augustus 2011 werd bekend dat hij geen werkvergunning kreeg in Engeland waardoor Arsenal hem noodgedwongen moest uitlenen aan het Franse Lorient. Campbell maakte zijn Ligue 1 debuut tegen Sochaux. Hij viel na 79 minuten in voor Grégory Bourillon. Dankzij een assist van hem op Innocent Emeghara kon Lorient een punt meenemen naar huis (1-1). Op 1 oktober 2011 scoorde hij zijn eerste doelpunt voor Lorient tegen Valenciennes. Op 6 juli 2012 besloot Arsenal om Campbell opnieuw uit te lenen, ditmaal aan het Spaanse Real Betis. Hij debuteerde in de Primera División op 25 augustus tegen Rayo Vallecano. Gedurende het seizoen 2013/14 wordt Campbell andermaal uitgeleend (met aankoopoptie), deze keer aan Olympiakos Piraeus. Hij maakte acht doelpunten in 32 competitieduels voor Olympiakos, dat Grieks kampioen werd in 2014. Hierna volgden nog leenbeurten aan Villarreal, Sporting CP en Real Betis. In 2018 maakte hij een definitieve overstap naar Frosinone. Die club verhuurde hem in 2019 aan Club León, dat hem een jaar later definitief overnam. Na een seizoen verhuurd te zijn geweest aan CF Monterrey, keerde hij in 2023 terug naar zijn thuisland en tekende bij Alajuelense. In 2024 verhuurde die club hem aan het Braziliaanse Atlético-GO.

## Clubstatistieken
| Seizoen | Club                | Competitie       | Duels | Doelp. |
| ------- | ------------------- | ---------------- | ----- | ------ |
| 2010    | Deportivo Saprissa  | Primera División | 1     | 0      |
| 2011    | Deportivo Saprissa  | Primera División | 2     | 0      |
| 2011    | → Puntarenas FC     | Primera División | 5     | 0      |
| 2011/12 | Arsenal FC          | Premier League   | 0     | 0      |
| 2011/12 | → FC Lorient        | Ligue 1          | 25    | 3      |
| 2012/13 | → Real Betis        | Primera División | 28    | 2      |
| 2013/14 | → Olympiakos        | Super League     | 32    | 8      |
| 2014/15 | Arsenal FC          | Premier League   | 4     | 0      |
| 2014/15 | → Villarreal CF     | Primera División | 16    | 1      |
| 2015/16 | Arsenal FC          | Premier League   | 19    | 3      |
| 2016/17 | → Sporting Lissabon | Primeira Liga    | 19    | 3      |
| 2017/18 | → Real Betis        | Primera División | 8     | 2      |
| 2018/19 | Frosinone           | Serie A          | 0     | 0      |
| Totaal  | Totaal              | Totaal           | 159   | 22     |

## Interlandcarrière
In maart en april 2011 nam Campbell met Costa Rica –20 deel aan het CONCACAF kampioenschap –20 in Guatemala. Hij werd topscorer op dat toernooi met zes doelpunten. Op 5 juni 2011 debuteerde hij voor Costa Rica bij de strijd om de Gold Cup in de Verenigde Staten. Hij maakte bij zijn debuut meteen zijn eerste doelpunt voor Costa Rica tegen Cuba. Hij scoorde ook in de herdenkingswedstrijd voor Gary Speed tegen Wales, wat het enige doelpunt uit die partij zou worden.
Campbell maakte een doelpunt in de eerste groepswedstrijd van Costa Rica op het wereldkampioenschap voetbal 2014 in Brazilië tegen Uruguay en leidde zijn team naar een 3–1 overwinning.
| Interlands van Joel Campbell voor Costa Rica | Interlands van Joel Campbell voor Costa Rica | Interlands van Joel Campbell voor Costa Rica | Interlands van Joel Campbell voor Costa Rica | Interlands van Joel Campbell voor Costa Rica | Interlands van Joel Campbell voor Costa Rica | Interlands van Joel Campbell voor Costa Rica |
| №                                            | Datum                                        | Wedstrijd                                    | Uitslag                                      | Competitie                                   | Goals                                        |                                              |
| Als speler bij Puntarenas FC                 | Als speler bij Puntarenas FC                 | Als speler bij Puntarenas FC                 | Als speler bij Puntarenas FC                 | Als speler bij Puntarenas FC                 | Als speler bij Puntarenas FC                 | Als speler bij Puntarenas FC                 |
| -------------------------------------------- | -------------------------------------------- | -------------------------------------------- | -------------------------------------------- | -------------------------------------------- | -------------------------------------------- | -------------------------------------------- |
| 1.                                           | 29 mei 2011                                  | Costa Rica – Nigeria                         | 1 – 0                                        | Vriendschappelijk                            | 0                                            |                                              |
| 2.                                           | 5 juni 2011                                  | Costa Rica – Cuba                            | 5 – 0                                        | CONCACAF Gold Cup                            | 1                                            |                                              |
| 3.                                           | 9 juni 2011                                  | Costa Rica – El Salvador                     | 1 – 1                                        | CONCACAF Gold Cup                            | 0                                            |                                              |
| 4.                                           | 18 juni 2011                                 | Costa Rica – Honduras                        | 1 – 1 (2 – 4 n.s.)                           | CONCACAF Gold Cup                            | 0                                            |                                              |
| 5.                                           | 2 juli 2011                                  | Colombia – Costa Rica                        | 1 – 0                                        | Copa América                                 | 0                                            |                                              |
| 6.                                           | 8 juli 2011                                  | Bolivia – Costa Rica                         | 0 – 2                                        | Copa América                                 | 0                                            |                                              |
| 7.                                           | 12 juli 2011                                 | Argentinië – Costa Rica                      | 3 – 0                                        | Copa América                                 | 0                                            |                                              |
| Als speler bij FC Lorient                    |                                              |                                              |                                              |                                              |                                              |                                              |
| 8.                                           | 8 oktober 2011                               | Costa Rica – Brazilië                        | 1 – 0                                        | Vriendschappelijk                            | 0                                            |                                              |
| 9.                                           | 12 november 2011                             | Panama – Costa Rica                          | 2 – 0                                        | Vriendschappelijk                            | 0                                            |                                              |
| 10.                                          | 15 november 2011                             | Costa Rica – Spanje                          | 2 – 2                                        | Vriendschappelijk                            | 1                                            |                                              |
| 11.                                          | 29 februari 2012                             | Wales – Costa Rica                           | 0 – 1                                        | Vriendschappelijk                            | 1                                            |                                              |
| 12.                                          | 26 mei 2012                                  | Costa Rica – Guatemala                       | 3 – 2                                        | Vriendschappelijk                            | 0                                            |                                              |
| 13.                                          | 2 juni 2012                                  | Guatemala – Costa Rica                       | 1 – 0                                        | Vriendschappelijk                            | 0                                            |                                              |
| 14.                                          | 9 juni 2012                                  | Costa Rica – El Salvador                     | 2 – 2                                        | Kwalificatie WK 2014                         | 1                                            |                                              |
| 15.                                          | 13 juni 2012                                 | Guyana – Costa Rica                          | 0 – 4                                        | Kwalificatie WK 2014                         | 1                                            |                                              |
| Als speler bij Real Betis                    |                                              |                                              |                                              |                                              |                                              |                                              |
| 16.                                          | 16 augustus 2012                             | Costa Rica – Peru                            | 0 – 1                                        | Vriendschappelijk                            | 0                                            |                                              |
| 17.                                          | 8 september 2012                             | Costa Rica – Mexico                          | 0 – 2                                        | Kwalificatie WK 2014                         | 0                                            |                                              |
| 18.                                          | 12 september 2012                            | Mexico – Costa Rica                          | 1 – 0                                        | Kwalificatie WK 2014                         | 0                                            |                                              |
| 19.                                          | 17 oktober 2012                              | Costa Rica – Guyana                          | 7 – 0                                        | Kwalificatie WK 2014                         | 0                                            |                                              |
| 20.                                          | 15 november 2012                             | Bolivia – Costa Rica                         | 1 – 1                                        | Vriendschappelijk                            | 1                                            |                                              |
| 21.                                          | 7 februari 2013                              | Panama – Costa Rica                          | 2 – 2                                        | Kwalificatie WK 2014                         | 0                                            |                                              |
| 22.                                          | 23 maart 2013                                | Verenigde Staten – Costa Rica                | 1 – 0                                        | Kwalificatie WK 2014                         | 0                                            |                                              |
| 23.                                          | 27 maart 2013                                | Costa Rica – Jamaica                         | 2 – 0                                        | Kwalificatie WK 2014                         | 0                                            |                                              |
| 24.                                          | 8 juni 2013                                  | Costa Rica – Honduras                        | 1 – 0                                        | Kwalificatie WK 2014                         | 0                                            |                                              |
| 25.                                          | 12 juni 2013                                 | Mexico – Costa Rica                          | 0 – 0                                        | Kwalificatie WK 2014                         | 0                                            |                                              |
| 26.                                          | 19 juni 2013                                 | Costa Rica – Panama                          | 2 – 0                                        | Kwalificatie WK 2014                         | 0                                            |                                              |
| Als speler bij Olympiakos Piraeus            |                                              |                                              |                                              |                                              |                                              |                                              |
| 27.                                          | 7 september 2013                             | Costa Rica – Verenigde Staten                | 3 – 1                                        | Kwalificatie WK 2014                         | 1                                            |                                              |
| 28.                                          | 11 september 2013                            | Jamaica – Costa Rica                         | 1 – 1                                        | Kwalificatie WK 2014                         | 0                                            |                                              |
| 29.                                          | 11 oktober 2013                              | Honduras – Costa Rica                        | 1 – 0                                        | Kwalificatie WK 2014                         | 0                                            |                                              |
| 30.                                          | 16 oktober 2013                              | Costa Rica – Mexico                          | 2 – 1                                        | Kwalificatie WK 2014                         | 0                                            |                                              |
| 31.                                          | 19 november 2013                             | Australië – Costa Rica                       | 1 – 0                                        | Vriendschappelijk                            | 0                                            |                                              |
| 32.                                          | 5 maart 2014                                 | Costa Rica – Paraguay                        | 2 – 1                                        | Vriendschappelijk                            | 1                                            |                                              |
| 33.                                          | 14 juni 2014                                 | Uruguay – Costa Rica                         | 1 – 3                                        | WK 2014                                      | 1                                            |                                              |
| 34.                                          | 20 juni 2014                                 | Italië – Costa Rica                          | 0 – 1                                        | WK 2014                                      | 0                                            |                                              |
| 35.                                          | 24 juni 2014                                 | Costa Rica – Engeland                        | 0 – 0                                        | WK 2014                                      | 0                                            |                                              |
| 36.                                          | 29 juni 2014                                 | Costa Rica – Griekenland                     | 1 – 1 (5 – 3 n.s.)                           | WK 2014                                      | 0                                            |                                              |
| 37.                                          | 5 juli 2014                                  | Nederland – Costa Rica                       | 0 – 0 (4 – 3 n.s.)                           | WK 2014                                      | 0                                            |                                              |
| Als speler bij Arsenal FC                    |                                              |                                              |                                              |                                              |                                              |                                              |
| 38.                                          | 3 september 2014                             | Costa Rica – Nicaragua                       | 3 – 0                                        | Copa Centroamericana                         | 0                                            |                                              |
| 39.                                          | 7 september 2014                             | Costa Rica – Panama                          | 2 – 2                                        | Copa Centroamericana                         | 0                                            |                                              |
| 40.                                          | 14 oktober 2014                              | Zuid-Korea – Costa Rica                      | 1 – 3                                        | Vriendschappelijk                            | 0                                            |                                              |
| 41.                                          | 13 november 2014                             | Uruguay – Costa Rica                         | 3 – 3                                        | Vriendschappelijk                            | 0                                            |                                              |
| 42.                                          | 26 maart 2015                                | Costa Rica – Paraguay                        | 0 – 0                                        | Vriendschappelijk                            | 0                                            |                                              |
| 43.                                          | 31 maart 2015                                | Panama – Costa Rica                          | 2 – 1                                        | Vriendschappelijk                            | 0                                            |                                              |
| 44.                                          | 6 juni 2015                                  | Colombia – Costa Rica                        | 1 – 0                                        | Vriendschappelijk                            | 0                                            |                                              |
| 45.                                          | 11 juni 2015                                 | Spanje – Costa Rica                          | 2 – 1                                        | Vriendschappelijk                            | 0                                            |                                              |
| 46.                                          | 27 juni 2015                                 | Mexico – Costa Rica                          | 2 – 2                                        | Vriendschappelijk                            | 0                                            |                                              |
| 47.                                          | 8 juli 2015                                  | Costa Rica – Jamaica                         | 2 – 2                                        | CONCACAF Gold Cup                            | 0                                            |                                              |
| 48.                                          | 11 juli 2015                                 | Costa Rica – El Salvador                     | 1 – 1                                        | CONCACAF Gold Cup                            | 0                                            |                                              |
| 49.                                          | 14 juli 2015                                 | Canada – Costa Rica                          | 0 – 0                                        | CONCACAF Gold Cup                            | 0                                            |                                              |
| 50.                                          | 19 juli 2015                                 | Mexico – Costa Rica                          | 1 – 0 (n.v.)                                 | CONCACAF Gold Cup                            | 0                                            |                                              |
| 51.                                          | 5 september 2015                             | Brazilië – Costa Rica                        | 1 – 0                                        | Vriendschappelijk                            | 0                                            |                                              |
| 52.                                          | 8 september 2015                             | Costa Rica – Uruguay                         | 1 – 0                                        | Vriendschappelijk                            | 0                                            |                                              |
| 53.                                          | 8 oktober 2015                               | Costa Rica – Zuid-Afrika                     | 0 – 1                                        | Vriendschappelijk                            | 0                                            |                                              |
| 54.                                          | 13 oktober 2015                              | Verenigde Staten – Costa Rica                | 0 – 1                                        | Vriendschappelijk                            | 1                                            |                                              |
| 55.                                          | 13 november 2015                             | Costa Rica – Haïti                           | 1 – 0                                        | Kwalificatie WK 2018                         | 0                                            |                                              |
| 56.                                          | 17 november 2015                             | Panama – Costa Rica                          | 1 – 2                                        | Kwalificatie WK 2018                         | 0                                            |                                              |
| 57.                                          | 25 maart 2016                                | Jamaica – Costa Rica                         | 1 – 1                                        | Kwalificatie WK 2018                         | 0                                            |                                              |
| 58.                                          | 29 maart 2016                                | Costa Rica – Jamaica                         | 3 – 0                                        | Kwalificatie WK 2018                         | 0                                            |                                              |

Bijgewerkt op 19 april 2016.

## Erelijst
| Competitie                          |          |          |
| Competitie                          | Aantal   | Jaren    |
| Saprissa                            | Saprissa | Saprissa |
| ----------------------------------- | -------- | -------- |
| Primera División (Winnaar Clausura) | 1×       | 2010     |
| Olympiakos Piraeus                  |          |          |
| Kampioen Super League               | 1×       | 2013/14  |
| Arsenal                             |          |          |
| FA Community Shield                 | 1×       | 2014     |
| Club León                           |          |          |
| Liga MX (Guardianes)                | 1×       | 2020     |
| CONCACAF Champions League           | 1x       | 2023     |
| Alajuelense                         |          |          |
| CONCACAF Central American Cup       | 1×       | 2023     |
| Costa Rica                          |          |          |
| Copa Centroamericana                | 1×       | 2014     |